# IC 421
IC 421 ist eine Balken-Spiralgalaxie vom Hubble-Typ SBbc im Sternbild Orion am Nordsternhimmel. Sie ist schätzungsweise 153 Millionen Lichtjahre von der Milchstraße entfernt und hat einen Durchmesser von etwa 150.000 Lichtjahren.
Die Typ-IIP-Supernova SN 2013fp wurde hier beobachtet.
Das Objekt wurde am 27. Juni 1888 von der US-amerikanischen Astronomin Williamina Fleming entdeckt.